# Lipulekh-Pass
Der Lipulekh-Pass (Hindi लिपुलेख ला, chinesisch 里普列克山口) ist ein Gebirgspass im Himalaya an der indo-tibetischen Grenze, der den indischen Bundesstaat Uttarakhand mit dem Autonomen Gebiet Tibet in China verbindet. Der 5115 m hohe Pass liegt zwischen dem indischen Ort Dharchula im Distrikt Pithoragarh am Oberlauf des Mahakali (auch Kali genannt), der hier die Grenze zu Nepal bildet, und Burang im Bezirk Ngari in Tibet.
Der Pass wurde seit jeher von Händlern aus der Region und von Gläubigen verschiedener Religionen benutzt, die von Indien aus eine Pilgerreise zum See Manasarovar und zum heiligen Berg Kailash unternehmen (Kailash Mansarovar Yatra). Durch die Grenzstreitigkeiten, die 1962 zum Indisch-Chinesischen Grenzkrieg führten, wurden der Pass wie auch weitere Grenzübergänge zwischen Indien und China geschlossen. Erst nach zwanzig Jahren kam es wieder zu einer Annäherung zwischen den beiden Staaten. 1992 wurde der Lipulekh-Pass als erster Grenzübergang wieder geöffnet, gefolgt 1994 vom Shipki La in Himachal Pradesh und 2006 vom Nathu La in Sikkim. Der Pass ist auch weiterhin nur für Händler aus der Region und für Pilger geöffnet, die an einer beim indischen Außenministerium angemeldeten Kailash Mansarovar Yatra teilnehmen. Im Winter ist er geschlossen.
2020 wurde die 80 km lange Kailash Mansarovar Road durch die Border Road Organisation (BRO) des indischen Verteidigungsministeriums zu einer fast durchgehend zweispurigen, asphaltierten Straße ausgebaut. Die Straße auf der anderen Seite des Passes nach Burang wurde ebenfalls zweispurig ausgebaut.
Nepal beansprucht das Kalapanigebiet vor der Passhöhe aufgrund des 1816 zwischen der Britischen Ostindien-Kompanie und Nepal abgeschlossenen Vertrages von Sugauli, in dem der Kali als Grenzfluss vereinbart wurde. Nach indischer Auffassung beginnt er erst am Zusammenfluss seiner Quellflüsse bei Kalapani, während oberhalb die Wasserscheide die Grenze bilde. Nach nepalesischer Auffassung sind mit Kali auch seine Quellflüsse gemeint. Die Streitigkeit entstand, nachdem der Lipulekh-Pass wieder eröffnet wurde. Davor hatte Nepal den regionalen Handel über den nahe gelegenen Tinkar Lipu abgewickelt, der nun an Bedeutung verlor. Beide Staaten haben vereinbart, den Konflikt durch Verhandlungen zu lösen, mehrere Gesprächsrunden blieben jedoch ohne Ergebnis.